# Celidomphax prolongata
Celidomphax prolongata är en fjärilsart som beskrevs av Louis Beethoven Prout 1915. Celidomphax prolongata ingår i släktet Celidomphax och familjen mätare. Inga underarter finns listade i Catalogue of Life.